# Gloria (1980)
Gloria is een Amerikaanse misdaadfilm uit 1980 onder regie van John Cassavetes. Hij won met deze film de Gouden Leeuw op het filmfestival van Venetië. Gena Rowlands werd voor haar hoofdrol als het titelpersonage genomineerd voor onder meer een Oscar en een Golden Globe.

## Verhaal
Een boekhouder van de Amerikaanse maffia wordt geïntimideerd door zijn vroegere werkgevers. Hij zendt zijn zoontje weg met zijn buurvrouw Gloria Swenson. De jongen krijgt een boekje mee van zijn vader. Daarin staan zeer vertrouwelijke gegevens, die als levensverzekering moet fungeren voor het kind na de dood van zijn ouders. De maffia gaat op zoek naar de jongen in New York. Hij wordt bewaakt door Gloria, die vroeger het liefje was van een maffioso en dus goed op de hoogte is van maffiapraktijken.

## Rolverdeling
| Acteur        | Personage      |
| ------------- | -------------- |
| Gena Rowlands | Gloria Swenson |
| John Adames   | Phil Dawn      |
| Julie Carmen  | Jeri Dawn      |
| Buck Henry    | Jack Dawn      |